# Commiphora samharensis
Commiphora samharensis är en tvåhjärtbladig växtart som beskrevs av Georg August Schweinfurth. Commiphora samharensis ingår i släktet Commiphora och familjen Burseraceae. Inga underarter finns listade i Catalogue of Life.